# Honda P3
P3 (model prototypowy 3) – humanoidalny robot stworzony we wrześniu 1997 przez japońską firmę Honda.

## Parametry
- Rozmiary: 160 cm × 55,5 cm × 60 cm
- Waga: 130 kg
- Maksymalna prędkość: 2 km/h
- Czas funkcjonowania: 25 min
- Zasilanie: Ni-Zn bateria, 138 V 6 Ah

| Poprzedni: P2 | P3 | Następny: P4 |